# Народно читалище „П. Р. Славейков – 1920“
Народно читалище „П. Р. Славейков – 1920“ е просветен център във Велико Търново. Читалището е открито на 26 септември 1920 година, под името библиотека „Просвета“. За пръв председател е избрат Стефан Цанков, заместник-председател – Георги Венков и библиотекар-домакин – Михаил Цанков. Културната институция е основана от група младежи, които са се събирали и коментирали книги в различни области. Първоначално библиотеката се помещава в стаичка в къщата на баба Донка Ганчева на ул. „Поборническа“ 41, после е на ул. „Загорска“ 29. На 17 ноември 1927 година, читалището е преименувано на „П. Р. Славейков“. Днес културната институция разполага с над 14 000 тома книги, в която ходят редовни читатели. Съвместно с няколко училища в града се провеждащ различни културни мероприятия.. През 2020 година, се честват 100 години от създаването на читалището, с литературна вечер на своя патрон – Петко Славейков.